# Arthur Blavier
Arthur Aimé Ghislain Blavier (Floreffe, 28 januari 1914 – overleden) was een Belgisch voetbalscheidsrechter, vooral actief in de jaren vijftig en zestig van de twintigste eeuw.
Blavier was internationaal actief en floot op het wereldkampioenschap voetbal 1962 de wedstrijd tussen Engeland en Bulgarije. Op het Europees kampioenschap voetbal 1964 was hij scheidsrechter bij de halve finale tussen Spanje en Hongarije.
Tijdens een wedstrijd van Eendracht Aalst tegen Standard Luik in november 1961 stuurde hij meerdere spelers van Eendracht van het veld. Uiteindelijk eindigde Aalst, na enkele kwetsuren, nog met vijf spelers. Eendracht Aalst was hier dusdanig gefrustreerd van dat zij later een jubileumboek over de club de naam gaven "De vloek van Blavier".
Tijdens een wedstrijd van Patro Eisden in 1963 tegen Royale Union Saint-Gilloise werd Blavier bedreigd door Patro-spelers, die meenden dat hij in het voordeel van Union floot.